# الكنائس الكاثوليكية الشرقية
الكنائس الكاثوليكية الشرقية ويقصد بها الكنائس المستقلة المرتبطة بشكل تام مع بابا روما رئيس الكنيسة الرومانية الكاثوليكية، ولكنها متميزة عن الكنائس الغربية أو اللاتينية من ناحية الطقوس والممارسات الدينية. جميع هذه التقاليد والمرجعيات لها تنظيمها الخاص وقيادتها الذاتية تحت سلطة البابا، وهي محمية من أي محاولة لتحويلها للتقليد اللاتيني. وهي تنقسم إلى خمسة تقاليد وهي التقليد البيزنطي، والأنطاكي، والكلداني، والإسكندري والأرمني. تصل أعداد أتباع الكنائس الكاثوليكية الشرقية إلى 17.2 مليون.
تاريخيًا تقع هذه الكنائس في أوروبا الشرقية وآسيا الصغرى والشرق الأوسط وشمال أفريقيا والهند، أما اليوم فهي تنتشر في جميع أنحاء العالم.

## المصطلح
على الرغم من كون الكنيسة الكاثوليكية الشرقية في شراكة كاملة مع البابا، وهي عضو في الكنيسة الكاثوليكية العالمية، 

## نبذة تاريخية

### الخلفية التاريخية
تعود الكنيسة الكاثوليكية الشرقية بجذورها إلى الشرق الأوسط، وشمال أفريقياو شرقها، وأوروبا الشرقية وجنوب الهند. لكن منذ القرن التاسع عشر الميلادي، انتشر الشتات الكاثوليكي في كل أوروبا الغربية، والأمريكيتينو أوقيانوسيا بشكل جزئي بسبب الاضطهادات ، حيث أُنشئت الأبرشيات الشرقية لخدمة أتباعها جنبًا إلى جنب مع أبرشيات الكنيسة اللاتينية. من ناحية أخرى، تتم رعاية الرعايا اللاتين ن في الشرق الأوسط من قبل البطريركية اللاتينية في القدس.
انفك الارتباط المقدس بين الكنائس المسيحية لقضايا إيمانية، واتهم كل طرف الآخر بالهرطقات والابتعاد عن الإيمان القويم الأرثوذكسي. كما تحلل أيضاً بسبب مسائل سلطوسة أو شرعية انتخاب أسقف معين، في هذه الحالات، يُتهم الطرف الآخر بالانشقاق، وليس الهرطقة.

## الكنائس الكاثوليكية الشرقية

البلدان التي يوجد بها مقر للكنائس الشرقية الكاثوليكية (أحمر: طقس بيزنطي ، أخضر: طقس إسكندري ، أصفر: أخرى)

تتصدّر الكنيسة الأوكرانية الكاثوليكية كبرى أكبر الكنائس الكاثوليكية الشرقية مع 4.3 مليون، ومن ثم كنيسة السريان الملبار الكاثوليك ويتبعها 3.8 مليون والكنيسة المارونية ويعتنقها 3.2 مليون.
الكنائس الأصغر عددًا والتي تتبع التقاليد البيزنطية وهي كنيسة الروم الملكيين الكاثوليك، التي تشكل أكبر تجمع في إسرائيل ولها ثقل في سوريا سيّما في حلب ومرمريتا وفي لبنان سيّما في زحلة. والكنيسة الرومانية الكاثوليكية المتحدة والكنيسة الروثينية الكاثوليكية والتي لها ثقل في رومانيا، والكنيسة الهنغارية اليونانية الكاثوليكية والتي لها ثقل في المجر، والكنيسة السلوفاكية اليونانية الكاثوليكية.
أمّا الكنيسة الكلدانية الكاثوليكية والتي تتبع التقليد الكلداني فتنتشر في العراق وإيران والمهجر في السويد وألمانيا ومقرها بغداد. بالإضافة إلى تواجد الكنيسة السريانية الكاثوليكية التي تتبع التقليد الأنطاكي وكنيسة الأرمن الكاثوليك والتي تتبع التقليد والتراث الأرمني في العراق وإيران وتركيا. كما وتنتمي كل من الكنيسة القبطية الكاثوليكية والكنيسة الأثيوبية الكاثوليكية إلى التقليد الإسكندري وتنتشر في مصر وإثيوبيا على التوالي. وتنتشر كنيسة الملنكار الكاثوليك ذات التقاليد السريانيّة في الهند.
|       | الاسم                                           | سنة الإعتراف بها | الطقس الديني    | كرسي                                                                            | نظام الحكم                                | عدد السلطات الروحية | الآباء | الأعضاء    |
| ----- | ----------------------------------------------- | ---------------- | --------------- | ------------------------------------------------------------------------------- | ----------------------------------------- | ------------------- | ------ | ---------- |
|       | الكنيسة القبطية الكاثوليكية                     | 1741             | طقس إسكندري     | كاتدرائية السيدة، القاهرة، مصر                                                  | بطريركية                                  | 8                   | 13     | 187٬320    |
|       | الكنيسة الإريترية الكاثوليكية                   | 2015             | طقس إسكندري     | كاتدرائية كيدان محريت، أسمرة، إريتريا                                           | ميتروبوليتان                              | 4                   | 4      | 167٬722    |
|       | الكنيسة الإثيوبية الكاثوليكية                   | 1846             | طقس إسكندري     | كاتدرائية ميلاد السيدة العذراء مريم، أديس أبابا، إثيوبيا                        | ميتروبوليتان                              | 4                   | 4      | 70٬832     |
|       | الكنيسة الأرمنية الكاثوليكية                    | 1742             | طقس أرمني       | كاتدرائية القديسين غريغوريوس المنور والياس النبي للأرمن الكاثوليك، بيروت، لبنان | بطريركية                                  | 18                  | 16     | 757٬726    |
|       | كنيسة الروم الألبان الكاثوليك                   | 1628             | طقس بيزنطي      | كاتدرائية رعوية للقديسة مريم والقديس لويس، فلوره، ألبانيا                       | الإدارة الرسولية (جنوب ألبانيا)           | 1                   | 2      | −−5٬028    |
|       | الكنيسة البيلاروسية الرومية الكاثوليكية         | 1596             | طقس بيزنطي      | لا يوجد                                                                         | مزار رسولي                                | 0                   | 0      | −−13٬000   |
|       | كنيسة الروم البلغار الكاثوليك                   | 1861             | طقس بيزنطي      | كاتدرائية رقاد العذراء، صوفيا، بلغاريا                                          | أبرشية (مسيحية شرقية) (صوفيا)             | 1                   | 1      | −−16٬000   |
|       | كنيسة الروم الكاثوليك في كرواتيا وصربيا(ص.1140) | 1611             | طقس بيزنطي      | متنوع                                                                           | غير محدد                                  | 2                   | 2      | 42٬965     |
|       | كنيسة الروم البيزنطيين الكاثوليك                | 1911             | طقس بيزنطي      | متنوع                                                                           | غير محدد                                  | 2                   | 2      | −−6٬516    |
|       | كنيسة الروم المجريين الكاثوليك                  | 1912             | طقس بيزنطي      | كاتدرائية هايدودوروغ، دبرتسن، المجر                                             | ميتروبوليتان ‏ (هايدودوروغ)                | 3                   | 4      | 262٬484    |
|       | الكنيسة الإيطالية الألبانية الكاثوليكية         | 1784             | طقس بيزنطي      | متنوع                                                                           | غير محدد                                  | 3                   | 2      | 60٬162     |
|       | كنيسة الروم المقدونيين الكاثوليك                | 2001             | طقس بيزنطي      | كاتدرائية صعود السيدة العذراء، ستروميكا، مقدونيا الشمالية                       | أبرشية (مسيحية شرقية) (سترومنيكا، سكوبيا) | 1                   | 1      | 11٬374     |
|       | كنيسة الروم الملكيين الكاثوليك                  | 1726             | طقس بيزنطي      | كاتدرائية سيدة النياح، دمشق، سوريا                                              | بطريركية                                  | 29                  | 35     | 1٬568٬239  |
|       | الكنيسة الرومانية الإغريقية الكاثوليكية         | 1697             | طقس بيزنطي      | كاتدرائية الثالوث المقدس، بلاي، رومانيا                                         | رئيس الأساقفة (فاغاراش وألبا يوليا)       | 7                   | 8      | 150٬593    |
|       | الكنيسة الروسية الرومية الكاثوليكية             | 1905             | طقس بيزنطي      | متنوع                                                                           | none                                      | 2                   | 0      | 30٬000     |
|       | الكنيسة الرومية الروثينية الكاثوليكية           | 1646             | طقس بيزنطي      | كاتدرائية النبي يوحنا المعمدان، بيتسبرغ (بنسيلفانيا)، الولايات المتحدة          | ميتروبوليتان ‏                             | 6                   | 8      | 417٬795    |
|       | الكنيسة الرومية السلوفاكية الكاثوليكية          | 1646             | طقس بيزنطي      | كاتدرائية النبي يوحنا المعمدان، بريشوف، سلوفاكيا                                | ميتروبوليتان ‏ (بريسوف)                    | 4                   | 6      | 211٬208    |
|       | الكنيسة الأوكرانية الكاثوليكية                  | 1595             | طقس بيزنطي      | كاتدرائية القيامة، كييف، أوكرانيا                                               | مطرانية كبرى ‏ (كييف و غاليسيا ‏)           | 35                  | 50     | 4٬471٬688  |
|       | الكنيسة الكلدانية الكاثوليكية                   | 1552             | طقس سرياني شرقي | كاتدرائية سيدة الأحزان، بغداد، العراق                                           | بطريركية                                  | 23                  | 23     | 628٬405    |
|       | كنيسة السريان الملبار الكاثوليك                 | 1923             | طقس سرياني شرقي | كاتدرائية السيدة، إرناكولام، كيرلا، الهند                                       | مطرانية كبرى ‏                             | 35                  | 63     | 4٬251٬399  |
|       | الكنيسة المارونية                               | القرن الرابع     | طقس سرياني غربي | بكركي، لبنان                                                                    | بطريركية                                  | 29                  | 50     | 3٬498٬707  |
|       | الكنيسة السريانية الكاثوليكية                   | 1781             | طقس سرياني غربي | كاتدرائية القديس بولس للسريان الكاثوليك، دمشق، سوريا                            | بطريركية                                  | 16                  | 20     | 195٬765    |
|       | كنيسة الملنكار الكاثوليك                        | 1930             | طقس سرياني غربي | كاتدرائية السيدة العذراء في باتوم، كيرلا، الهند                                 | مطرانية كبرى ‏                             | 12                  | 14     | 458٬015    |
|       | آخرون                                           |                  | مختلف           | متنوع                                                                           | رهبانية                                   | 6                   | 6      | 47٬830     |
| Total |                                                 |                  |                 |                                                                                 |                                           | 250                 | 320    | 17٬836٬000 |

1. ↑  Except as otherwise indicated for the Albanian، روسيا البيضاءian, and Russian Churches.
2. ↑  The Belarusian Greek Catholic Church is unorganized and has been served by Apostolic Visitors  [لغات أخرى]‏ since 1960.
3. 1 2  The Greek Catholic Church of Croatia and Serbia comprises two jurisdictions: Greek Catholic Eparchy of Križevci covering كرواتيا، سلوفينيا، البوسنة والهرسك, and أبرشية الروم الكاثوليك لروسكي كرستور covering صربيا. The Eparchy of Križevci is in foreign province, and the Eparchy of Ruski Krstur is immediately subject to the Holy See.
4. 1 2  The Greek Byzantine Catholic Church comprises two independent إكسارخوسs covering اليونان and تركيا respectively, each immediately subject to the Holy See.
5. 1 2  The Italo-Albanian Greek Catholic Church comprises two independent eparchies (based in لونغرو and بيانا ديلي ألبانيزي) and one territorial abbacy (based in جروتافيراتا), each immediately subject to the Holy See.
6. ↑  Kiro Stojanov serves as bishop of the Macedonian Eparchy of the Assumption in addition to his primary duties as the Latin Church bishop of Skopje, and so GCatholic only counts him as a Latin Church bishop.
7. 1 2  The Russian Greek Catholic Church comprises two إكسارخوسs (one for روسيا and one for الصين), each immediately subject to the Holy See and each vacant for decades. Bishop Joseph Werth of Novosibirsk has been appointed by the Holy See as ordinary to the Eastern Catholic faithful in Russia, although not as exarch of the dormant apostolic exarchate and without the creation of a formal ordinariate.
8. ↑  The Ruthenian Catholic Church does not have a unified structure. It includes a Metropolia based in Pittsburgh, which covers the entire United States, but also an eparchy in Ukraine and an apostolic exarchate in the Czech Republic, both of which are directly subject to the Holy See.
9. ↑  Five of the ordinariates for Eastern Catholic faithful are multi-ritual, encompassing the faithful of all Eastern Catholic rites within their territory not otherwise subject to a local ordinary of their own rite. The sixth is exclusively Byzantine, but covers all Byzantine Catholics in Austria, no matter which particular Byzantine Church they belong to.
10. ↑  The six ordinariates are based in Buenos Aires (Argentina)  [لغات أخرى]‏، Vienna (Austria)، Belo Horizonte (Brazil)  [لغات أخرى]‏، Paris (France)  [لغات أخرى]‏، Warsaw (Poland)  [لغات أخرى]‏, and Madrid (Spain)  [لغات أخرى]‏.
11. ↑  Technically, each of these ordinariates has an ordinary who is a bishop, but all of the bishops are Latin-rite bishops whose primary assignment is to a Latin see.